# Helen Schou
Helen Schou, født Rée (19. april 1905 på Frederiksberg – 27. marts 2006) var en dansk billedhugger, datter af vekselerer I.M. Rée og hustru Dagmar f. Albeck. Oprindeligt kastede hun sig over tegningen og maleriet, men hun skiftede over til skulpturen og var elev af Anne Marie Carl Nielsen fra 1922 til 1927. På dette tidspunkt arbejdede Anne Marie Carl Nielsen på rytterstatuen af Christian IX, og da Helen Schou var hesteinteresseret og en habil skolerytterske, lå det lige for, at hun skulle gå videre i denne retning. Hun kom senere på Kunstakademiet. Hendes anatomiske viden om hesten skyldtes ikke kun æstetiske studier, men også hendes deltagelse i dissektioner af heste på Landbohøjskolen.
12. november 1926 ægtede hun direktør Holger Høiriis Schou.
Hun fortsatte sine studier i Paris 1929 og 1931, i Rom og Firenze 1935 og foretog studierejser til Italien, Marokko, Spanien, Grækenland og Uganda. Her var det især Europas gamle ryttermonumenter hun fokuserede på. Schou udstillede første gang på Charlottenborg Forårsudstilling 1927 og blev senere indbudt på Efterårsudstillingen 1937 og 1947.
Hendes to hovedværker er rytterstatuen af Christian 10. i Århus fra 1955 og Den Jyske Hingst i Randers fra 1969.
Selv om hendes primære indsats lå inden for dyreskulpturen, har hun også fremstillet afbalancerede menneskefigurer som Morgengry, vaagnende ung Mand (placeret ved Lyngby Sø) og Moder med Barn med indlevet personkarakteristik.
Helen Schou udstillede også på bl.a. Salonen i Paris 1929-34, Vaarudstillingen, Oslo 1929, Haveselskabets Have 1943 og 1946, Gavnø 1971, Eventyrhaven og rådhuset, Odense 1973. 1956 blev hun tildelt Agnes Lunn-prisen og C.L. Davids Fødselsdagslegat 1985.
Hun var Ridder af 1. grad af Dannebrog og havde en række tillidshverv: medlem af censurkomiteen ved Charlottenborg Forårsudstilling 1935 og 1938, af Akademiraadet fra 1959, stipendie- og legatudvalget og bestyrelsen for Eckersberg-Thorvaldsen Fondet fra 1959, tilforordnet skoleråd og lærerråd på Det Kongelige Akademi for de Skønne Kunster 1963-72, formand for billedhuggernes fagudvalg i Akademiraadet 1967-68, medlem af bestyrelsen for Dansk Skulpturforening 1937-38 og 1941-42 og for Gentofte Kunstforening fra 1960, Membre Associé au Salon Nationale des Beaux Arts i Paris 1931 og formand for Zonta-Klubben 1948-49.
Hun var mor til maleren Eva Pontoppidan.

## Værker
(Bronze, hvis andet ikke anført)
- Dreng (udstillet 1927)
- Hest overfaldes af Slange (1935, springvand, tidl. Ravnholm, flyttet 1977 til Vestergade 28, Randers)
- Eva frister Adam (1937, konkurrenceudkast til springvand i Nykøbing Falster)
- Styrtende Amazone (1938, Statens Museum for Kunst)
- Morgengry, vaagnende ung Mand (1939, Lyngby Folkepark)
- Ridende Amazoner (relief, kunststen, 1942, sportsrideskolen, Maltegårdsvej)
- Moder med Barn (1943, Bellevue Strandpark)
- Skolens Træ (stentøj, 1944, Ingrid Jespersens Skole)
- Vaaren, siddende Pige (gips, 1944)
- Maleren Fenge Hansen (portrætstatuette, 1951)
- Rytterstatue af Christian X (1946-55, Bispetorvet, Århus, sokkel af Kay Fisker)
- Fluerne stikker, jysk hoppe (1948, Ceres Bryggeri, Århus)
- Den Jyske Hingst (1959-69, Østervold, Randers, sokkel af Kay Fisker)
- Dansende traner (1977)
- Jysk hoppe (1980, Øregårdsparken, Hellerup)
- To traner (bronze, afsløret 1988, Tranehaven, Charlottelund)

### Portrætbuster
- Maler og billedhugger Agnes Lunn (1933, halvfigur)
- Professor, Dr.med. Erik Hauch (udstillet 1936, Jordemoderskolen, Rigshospitalet)
- Kgl. balletmester Hans Beck (udstillet 1937, bronze 1939, Det Kongelige Teater, gips i Teatermuseet)
- Professor Elis Strömgren (udstillet 1938)
- C.L. David (1938, Davids Samling, København)
- Direktør Hans Tobiesen (udstillet 1939)
- Holger Gabrielsen (gips, 1939, Teatermuseet, bronze, Det Kongelige Teater)
- Sigrid Neiiendam (gips, udstillet 1941, marmor, 1947)
- Holger Høiriis Schou (marmor, 1941)
- Professor ved Musikkonservatoriet Holger Lund Christiansen (1942)
- Mogens Lichtenberg (1975)

### Portrætrelieffer
- Holger Høiriis Schou (1929)
- Fabrikant Lauritz Schou (udstillet 1943, Karlslunde Strand, Kursus- og feriecenter)
- Philip Sørensen (1955)
- Johannes la Cour (1970)
- Amtsborgmester Robert Svane Hansen (1980)

### Andet
- Dansk Ride Forbunds ryttermærke
- Grafik

## Udstillinger
- Charlottenborg Forårsudstilling 1927-43, 1945-48, 1950, 1958
- Salonen, Paris, 1929-34
- Vaarudstillingen, Oslo 1929
- Købestævnet, Fredericia 1929-32
- Kvindelige Kunstneres Samfund 1930, 1976, 1986
- Kunstnerforeningen af 18. November, 1933, 1938-39, 1942, 1944
- Charlottenborg Efterårsudstilling 1937, 1947
- Utzon-Frank og hans Elever, Charlottenborg 1943
- Haveselskabets Have 1943, 1946
- Charlottenborg gennem 100 år, Charlottenborg 1957
- Gavnø, 1971
- Skulptur i Eventyrhaven og Rådhuset, Odense 1973
- Gentofte kunstnere, Gentofte Rådhus 1974, 1977
- Portrætter, Nikolaj, København 1974
- Gentofte Udstilling, Gentofte Rådhus 1980, 1984, 1996

Separatudstillinger:
- Før og Nu, Ordrup Sognegård 1979
- Bikuben, Silkegade, København 1979
- Galleri Laaland, Ulriksdal, Ulslev 1986
- Kunstudstillingsbygningen, Filosofgangen, Odense m.fl. 1995 (retrospektiv, s.m. Eva Pontoppidan)
- Farsø Kulturhus 1996